# Vincent Burek
Vincent Burek (* 18. Juli 1920 in Ruda, Oberschlesien; † 21. Dezember 1975 in Ziegenhain) war ein Maler und Grafiker.

## Leben
Von 1936 bis 1939 studierte er freie und angewandte Kunst in Breslau. Schon als 18-Jähriger erhielt er das Stipendium des Jahres für eine Balkanreise. Bei Kriegsausbruch kehrte er nach Deutschland zurück und blieb, bis zu seiner Einberufung, als Meisterschüler an der Breslauer Akademie.
Als Soldat kam er nach Russland, wurde in Stalingrad gefangen genommen und blieb bis Kriegsende in Gefangenschaft am Ural. Im Krieg und in Gefangenschaft entstanden zahlreiche, meist kleinformatige Aquarelle und Zeichnungen. Nach dem Krieg arbeitete er als Illustrator für den Horizont in Berlin.
1947 kam Vincent Burek in die hessische Schwalm nach Ziegenhain, wo er 1951 die Künstlergruppe „neue schwalm“, ein Ableger der Willingshäuser Malerkolonie, begründete. Als Mitglied des Kasseler Kunstvereins gehörte er seit 1955 ebenfalls der „Gruppe Kassel“ an.

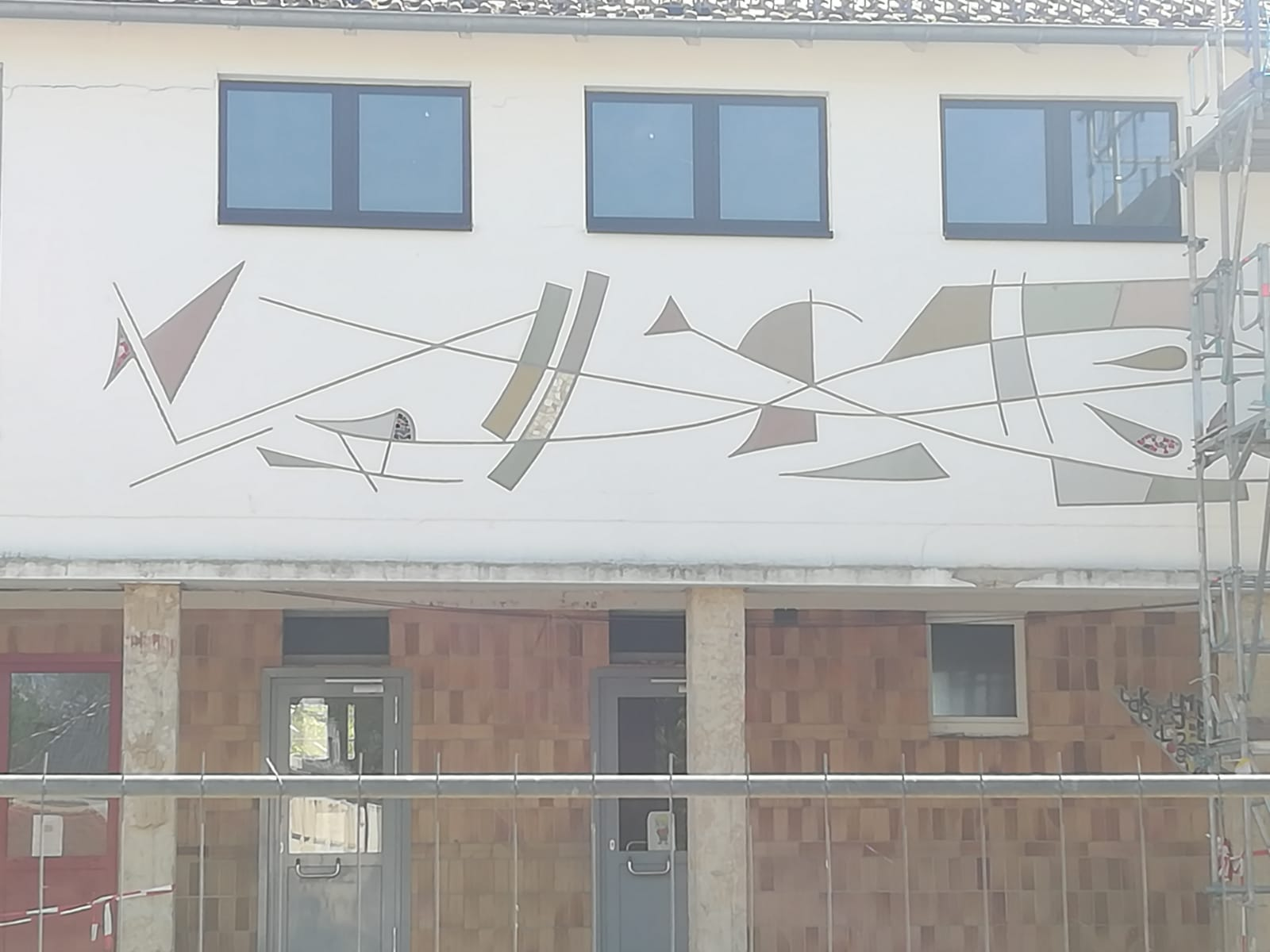
Wandbild Bureks an der Schule am Alleeplatz in Ziegenhain im April 2020, kurz vor der Entfernung im Zuge einer Kernsanierung.

Seit 1949 entstanden Ölbilder, Aquarelle sowie die für ihn typischen Kohlezeichnungen und Linolschnitte, mit denen er die Tradition der Schwälmer Malerei aufnahm und einer neuen Gestaltungsweise zuführte. Zwischen 1955 und 1970 führte er zahlreiche Aufträge zur Wandgestaltung an öffentlichen Bauten aus, etwa an der Schwalmschule in Treysa oder an der Schule am Alleeplatz in Ziegenhain (verloren bei Abriss 2020). Darüber hinaus entwarf er Glasschliff- und Kirchenglasfenster und war in den Bereichen Industriedesign und Werbegrafik tätig. Seit 1965 entstand die Linolschnittreihe Grafik aus der Schwalm.
Vincent Burek war Mitinitiator der deutsch-belgischen Künstlervereinigung „Zwalmbruecke“ und Gründer und Leiter des Kunstkabinetts im Museum der Schwalm. Er starb am 21. Dezember 1975 in seiner Wahlheimatstadt Ziegenhain.

## Werke
- Wandbild an der Schule am Alleeplatz in Ziegenhain (2020 bei Abriss zerstört)

## Ausstellungen
- 1948: Oberhessischer Künstlerbund Gruppe Schwalm-Hersfeld, Weihnachts-Kunstausstellung Amerikahaus Ziegenhain
- 1948: Stadt Homberg (Hessen), Herbst-Ausstellung
- 1949: Stadt Treysa (anlässlich der 700-Jahr-Feier der Stadt), Die Schwalm und ihre Künstler - Gegenwartsschaffen in der Schwalm
- 1949: Kasseler Kunstverein, Herbstausstellung Halbhuber-Nikusch-Burek im Naturkundemuseum Kassel
- 1950: Stadt Ziegenhain (anlässlich der 500-Jahr-Feier Ziegenhain bei Hessen), Ausstellung der "neuen gruppe schwalm"
- 1951: Kasseler Kunstverein, Hessische Künstler im Ottoneum Kassel
- 1953: Kunsthandlung und Galerie Lometsch Kassel, Vincent-Burek-Ausstellung
- 1960: Kasseler Kunstverein, Jubiläums-Ausstellung "125 Jahre Kasseler Kunstverein", Städt. Kulturhaus Kassel
- 1972: Schwälmer Heimatbund, Maler der Schwalm, Kunstkabinett im Museum der Schwalm Ziegenhain
- 1974: Deutsch-belgische Künstlervereinigung Zwalmbrücke, Ausstellung im Museum der Schwalm Ziegenhain
- 1982: Schwälmer Heimatbund, Maler der Schwalm, Kunstkabinett im Museum der Schwalm Ziegenhain
- 1988: Schwälmer Heimatbund, Gedächtnisausstellung Vincent Burek, Kunstkabinett im Museum der Schwalm Ziegenhain
- 1993: Kunst- und Kulturkreis Palette Gladenbach, Ausstellung Vincent Burek, Künstlerhaus Lenz Gladenbach
- 2011: Schwälmer Heimatbund, Kunstausstellung Vincent Burek, Museum der Schwalm Ziegenhain
- 2020: Schwälmer Heimatbund, Ausstellung anlässlich des 100. Geburtstages von Vincent Burek, Museum der Schwalm Ziegenhain
- Kasseler Kunstverein (regelmäßige Teilnahme an den Jahresausstellungen)